# Qasem Soleimani
Qasem Soleimani (en persa: قاسم سلیمانی) (11 de març de 1957 – 3 de gener de 2020), també anomenat Qassem Suleimani o Qassim Soleimani, fou un militar iranià, General Major de l'Exèrcit dels guàrdies de la revolució islàmica i, des del 1998, comandant de la seva Força Quds, una divisió responsable principalment d'operacions militars clandestines i extraterritorials.
Soleimani va començar la seva carrera militar a l'inici de la Guerra Iran-Iraq durant la dècada del 1980, durant la qual va comandar la 41a Divisió «Tharallah» (لشکر 41 ثارالله) de l'Exèrcit dels guàrdies de la revolució islàmica. Més endavant, va estar involucrat en operacions extraterritorials, proporcionant assistència militar a grups xiïtes i kurds anti-Saddam a l'Iraq, i més endavant a Hesbol·là, al Líban i a Hamàs (als territoris palestins). El 2012, Soleimani va ajudar a reforçar el govern sirià, un aliat clau de l'Iran, durant la Guerra Civil siriana, especialment en les seves operacions contra Estat Islàmic i ramificacions que en derivaven. També va col·laborar en el comandament de les forces combinades del govern iraqià i milícies xïites que van lluitar contra Estat Islàmic el 2014-2015. Soleimani va ser un dels primers a recolzar les forces kurdes, proporcionant-los armes.
Soleimani va ser àmpliament popular entre els iranians, on els seus partidaris el veien com un «heroi desinteressat que lluitava contra els enemics de l'Iran». Solemaini va ser sancionat personalment per les Nacions Unides i la Unió Europea, i va ser designat com a «terrorista» pels Estats Units d'Amèrica.
Soleimani fou mort en un atac aeri amb vehicles aeris no tripulats dels Estats Units d'Amèrica el 3 de gener de 2020 a Bagdad, que va ser aprovat pel president dels Estats Units d'Amèrica Donald Trump. Entre els morts també hi havia membres de les Forces de Mobilització Popular.
Es van celebrar funerals a diverses ciutats a l'Iraq i l'Iran pel general assassinat i les altres víctimes. Hores després de l'enterrament de Soleimani el 7 de gener del 2020, l'exèrcit iranià va llançar míssils contra bases aèries dels Estats Units a l'Iraq, tot i que els estatunidencs no van patir baixes.
Soleimani va ser succeït com a comandant de la Força Quds per Esmail Ghaani.

## Joventut
Soleimani va néixer l'11 de març de 1957 al poble de Qanat-e Malek, província de Kerman. La seva família eren grangers pobres. Durant la seva joventut es va traslladar a la ciutat de Kerman i va treballar com a treballador de la construcció per ajudar a pagar un deute que el seu pare tenia. El 1975, va començar a treballar com a contractista de la Kerman Water Organization. Quan no estava a la feina, passava el temps fent musculació als gimnasos locals i assistint als sermons d'un predicador itinerant, Hojjat Kamyab, un protegit de l'Aiatollah Khomeini.

## Carrera militar
Soleimani es va incorporar a l'Exèrcit dels guàrdies de la revolució islàmica (o Guàrdia Revolucionària) el 1979, després de la Revolució iraniana que va veure caure el Xa Mohammad Reza Pahlavi i va prendre el poder l'aiatollah Khomeini. Segons se suposa, la seva formació va ser mínima, però va avançar ràpidament. Al principi de la seva carrera com a guàrdia, va ser estacionat al nord-oest de l'Iran i va participar en la supressió d'una revolta separatista kurda a l'província d'Azerbaijan Occidental.

El 22 de setembre de 1980, quan Saddam Hussein va llançar una invasió de l'Iran, iniciant la guerra Iran-Iraq (1980-1988), Soleimani es va incorporar al camp de batalla servint com a cap d'una companyia militar, formada per homes de Kerman que va reunir i formar. Ràpidament es va guanyar una reputació de valentia, i va augmentar entre les files a causa del seu paper en les operacions reeixides de reprendre les terres que havia ocupat l'Iraq, convertint-se finalment en el comandant de la 41a Divisió «Tharallah», participant en la majoria de les operacions importants. Es trobava principalment estacionat al front sud. Va resultar greument ferit a l'operació Tariq-al-Qods (29 de novembre - 7 de novembre de 1981). En una entrevista del 1990, va esmentar l'operació Fath-ol-Mobin (22-28 de març de 1982) com la «millor» operació en la qual va participar i «molt memorable» a causa de les seves dificultats i el resultat positiu. També es va dedicar a dirigir i organitzar missions de guerra irregular a l'Iraq des del seu quarter general de Ramadà. Va ser en aquest punt que Suleimani va establir relacions amb els líders kurds iraquians i l'Organització Badr xiïta (que es van oposar a l'iraquià Saddam Hussein).

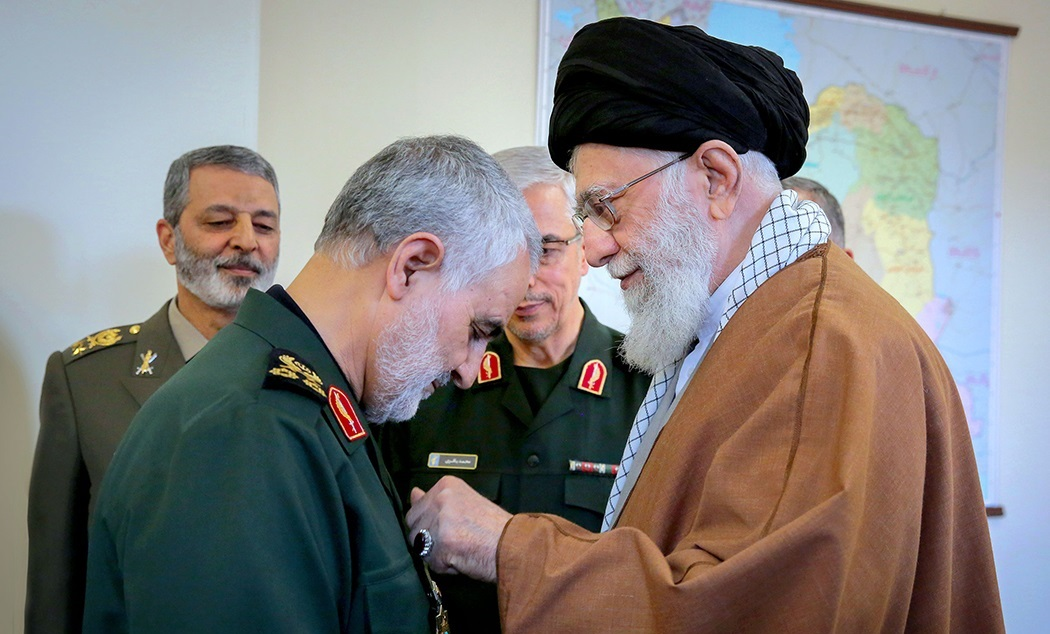
Soleimani rebent l'Ordre de Zulfikar d'Alí Khamenei
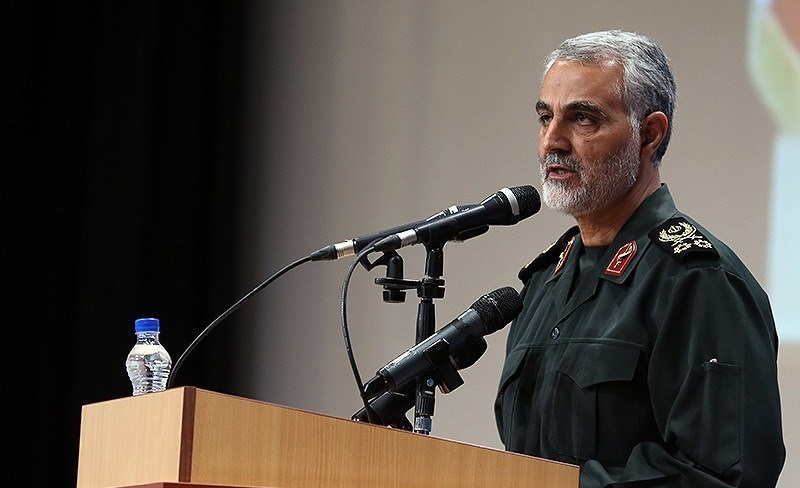
Soleimani durant una conferència, 2013

El 17 de juliol de 1985, Soleimani es va oposar al pla del lideratge de la Guàrdia Revolucionària per desplegar forces a dues illes de l'oest del riu Arvandrūd (Xatt al-Arab).
Després de la guerra, durant la dècada del 1990, fou un comandant de la Guàrdia Revolucionària a la província de Kerman. En aquesta regió, que és relativament a prop de l'Afganistan, l'opi cultivat a l'Agfanistan viatja a Turquia i cap a Europa. L'experiència militar de Soleimani el va ajudar a guanyar-se la reputació de lluitador reeixit contra el tràfic de drogues.
Durant la revolta dels estudiants de 1999 a Teheran, Soleimani va ser un dels oficials de la Guàrdia Revolucionària que va signar una carta al president Muhammad Khatami. La carta afirmava que si Khatami no esclafava la rebel·lió dels estudiants, els militars també podrien iniciar un cop d'estat contra Khatami.

### Comandant de la Força Quds
No està clara la data exacta del seu nomenament com a comandant de la Força Quds de la Guàrdia Revolucionària, però Ali Alfoneh la cita entre el 10 de setembre de 1997 i el 21 de març de 1998. Va ser considerat un dels possibles successors al càrrec del comandant de la Guàrdia Revolucionària, quan el general Yahya Rahim Safavi va deixar aquest càrrec el 2007. El 2008 va dirigir un grup d'investigadors iranians que investigava l'atemptat que va causar la mort d'Imad Mughniyah.
Soleimani va ajudar a organitzar un alto el foc entre l'exèrcit iraquià i l'exèrcit Mahdi el març del 2008. Aquesta col·laboració va ser fonamental per definir els objectius de les operacions de bombardeig a l'Afganistan i la captura d'operatius clau d'Al-Qaeda, però va acabar bruscament el gener del 2002, quan el president George W. Bush va nomenar Iran com a part de «l'Eix del mal».
Segons algunes fonts, Soleimani va ser un dels principals líders i arquitecte de l'ala militar del partit polític islamista xiïta libanès Hesbol·là des del seu nomenament com a comandant de la Força Quds el 1998. En una entrevista publicada l'octubre de 2019, va dir que el 2006 es trobava al Líban, durant la Guerra entre Israel i Hezbollah per supervisar el conflicte.
El 2009, un informe filtrat va declarar que el general Soleimani es va trobar amb Christopher R. Hill i el general Raymond T. Odierno (els dos funcionaris més alts dels Estats Units d'Amèrica a Bagdad en aquell moment) a la oficina del president iraquià, Jalal Talabani (que coneixia el general Soleimani). Hill i el general Odierno han negat que es realitzés aquesta reunió.
El 24 de gener de 2011, Soleimani va ser ascendit a general major pel líder suprem Ali Khamenei. Khamenei va explicar que tenia una estreta relació amb ell, anomenava Soleimani «màrtir viu» i l'ajudava econòmicament.
Soleimani va ser descrit com «l'únic operador més poderós a l'Orient Mitjà actual» i el principal estrateg i tècnic militar en l'esforç de l'Iran per combatre la influència occidental i promoure l'expansió de la influència xiïta i iraniana a l'Orient Mitjà. A l'Iraq, com a comandant de la Força Quds, es va creure que va influir fortament en l'organització del govern iraquià, sobretot en el suport de l'elecció de l'anterior primer ministre iraquià, Nuri Al Maliki. Es va descriure fins i tot a Soleimani que era «el propi Erwin Rommel de l'Iran».

### La guerra civil de Síria
Segons diverses fonts, entre les quals Riad Farid Hijab, un primer ministre sirià que va ser destituït l'agost de 2012, també va ser un dels més segurs partidaris del govern sirià de Baixar al-Àssad a la guerra civil de Síria. Al final de la meitat del 2012, Soleimani va assumir el control personal de la intervenció iraniana a la Guerra civil siriana (quan els iranians es van preocupar profundament de la manca de capacitat del govern d'Àssad per combatre l'oposició), i de la retirada a la República Islàmica si el govern de Síria caigués. Segons va informar, va coordinar la guerra des d'una base a Damasc on va comandar l'Hesbol·là libanès i la milícia xiïta, a més d'oficials sirians i iranians. Sota Soleimani, el comandament va «coordinar atacs, formar milícies i configurar un sistema elaborat per controlar les comunicacions rebels». Segons va dir un oficial de seguretat del Pròxim Orient, Dexter Filkins, milers de milicians xiïtes de la Força Quds i els xiïtes de Síria van ser «repartits per tot el país». La Segona batalla d'Al Quseir al maig de 2013 contra les forces rebels i del Front Al-Nusra va ser, segons John Maguire (un antic oficial de l'CIA a l'Iraq), «orquestrada» per Soleimani.

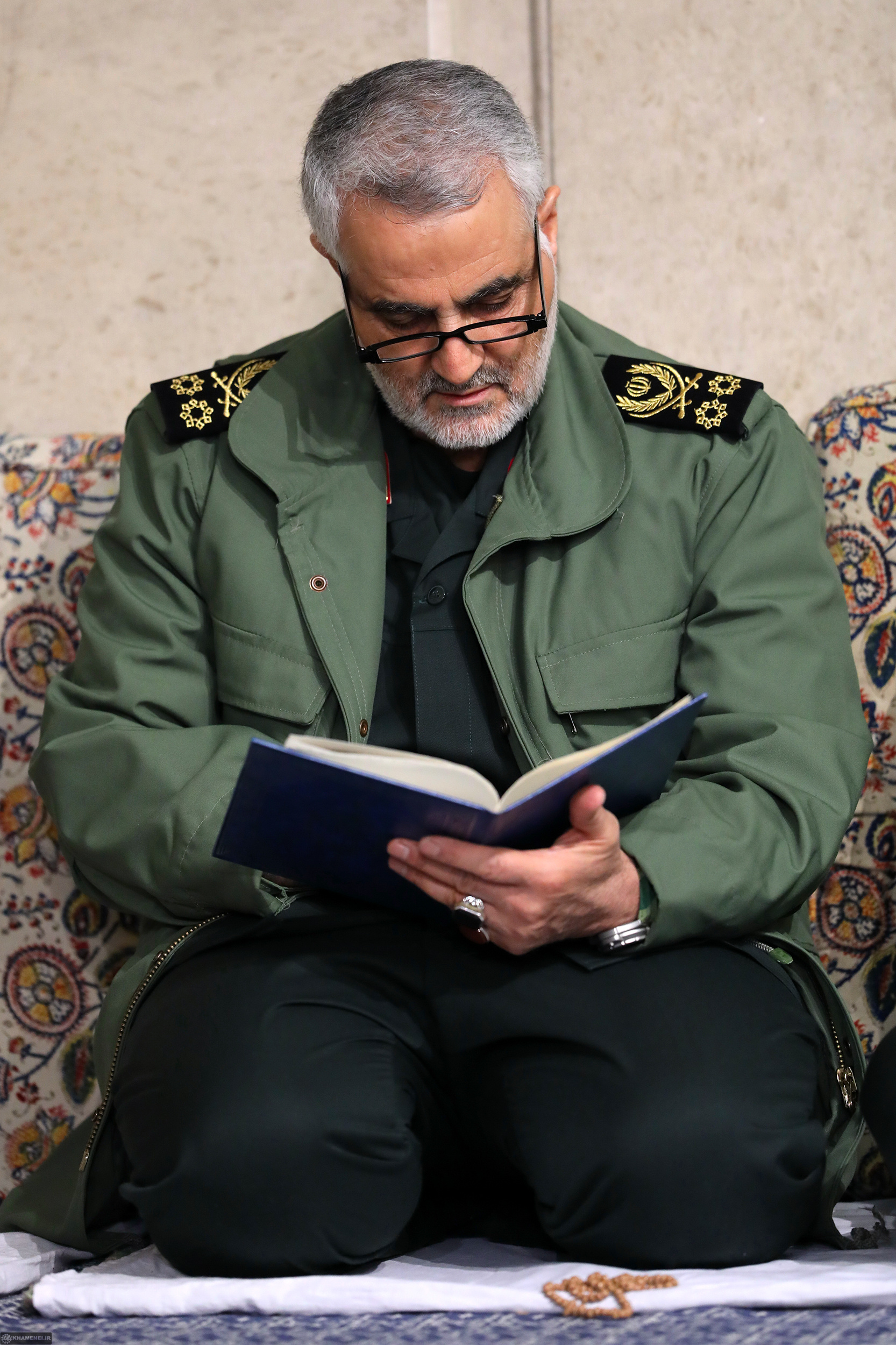
Qasem Soleimani llegint l'Alcorà durant la cerermònia en memòria d'Akbar Hashemi
Un mapa d'Al Quseir i les seves rodalies. La Segona batalla d'Al Quseir va ser planejada per Soleimani[33]

El general de brigada Hossein Hamadani, l'excomandant del Basij, va ajudar a dirigir milícies irregulars que Soleimani esperava que continuessin la lluita si Àssad caigués. Soleimani va ajudar a formar la Força de Defensa Nacional a Síria.
Soleimani va ser molt acreditat a Síria per l'estratègia que va ajudar el president Baixar al-Àssad a repel·lir finalment les forces rebels i a recuperar les ciutats i pobles importants. Va participar en la formació de milícies aliades del govern i en la coordinació d'ofensives militars decisives. L'avistament de vehicles aèris no tripulats iranians a Síria va suggerir fortament que el seu comandament, la Força Quds, estigués implicada en la guerra civil. En una visita a Beirut, la capital libanesa, el dijous 29 de gener de 2015, Soleimani va dipositar corones a les tombes dels membres morts de l'Hesbol·là, inclosa a la de Jihad Mughniyah, fill del desaparegut comandant de l'Hesbol·là Imad Mughniyah, que va enfortir algunes possibilitats sobre el seu paper en la reacció militar de l'Hesbol·là a Israel.
A l'octubre de 2015, es va informar que havia estat fonamental per dissenyar durant la seva visita a Moscou el juliol de 2015 l'ofensiva rus-iraniana-siriana a l'octubre de 2015.

#### L'orquestració de l'escalada militar el 2015
El 2015, Soleimani va començar a recollir suport de diverses fonts per combatre els recentment ressorgits ISIL i grups rebels que van tenir èxit a la presa de grans extensions de territori no controlats per les forces d'Àssad. Segons se suposa, va ser l'arquitecte principal de la intervenció conjunta que va implicar Rússia com a nou soci amb Assad i l'Hesbol·là.
Segons Reuters, en una reunió a Moscou el juliol, Soleimani va presentar un mapa de Síria per explicar als seus amfitrions russos com una sèrie de derrotes per al president Baixar al-Àssad es podrien convertir en victòria, amb l'ajut de Rússia. La visita de Qasem Soleimani a Moscou va ser el primer pas per planificar una intervenció militar russa que ha remodelat la guerra de Síria i ha forjat una nova aliança iraniana-russa en suport dels governs de Síria (i iraquià). El líder suprem de l'Iran, Ali Khamenei, també va enviar un enviat superior a Moscou per reunir-se amb el president Vladimir Putin. «Segurament, Putin va dir a [un enviat iranià superior], D'acord intervindrem. Envia Qassem Soleimani». El general Soleimani va anar a explicar el mapa del teatre d'operacions i a coordinar l'escalada estratègica de les forces militars a Síria.

##### Operacions a Alep
Soleimani va tenir un impacte decisiu en el teatre d'operacions, qui va provocar un fort avanç al sud d'Alep amb el govern i les forces aliades que van tornar a capturar dues bases militars i desenes de ciutats i pobles en qüestió de setmanes. També es van produir una sèrie d'avanços importants cap a la base aèria de Kuweires, cap al nord-est. A mitjans de novembre, l'exèrcit sirià i els seus aliats havien guanyat terreny a les zones del sud de la governació d'Alep, capturant nombroses fortaleses rebels. Es diu que Soleimani va dirigir personalment l'avanç cap a la regió del sud d'Alep, on moltes ciutats i pobles van caure en mans del govern. Segons va dir, va comandar la 4a Divisió Mecanitzada de l'Exèrcit Àrab de Síria, l'Hesbol·là, Harakat Al-Nujaba (iraquià), Kata'ib Hesbol·là (iraquià), Liwaa Abu Fadl Al-Abbas (iraquià) i Firqa Fatayyemoun (voluntaris afganesos i iranians).
Soleimani va resultar ferit lleu mentre lluitava a Síria, a les rodalies d'Al-Eis. Els informes inicialment especulaven que estava ferit greu o molt greu. Va dir que «El martiri és el que busco a les muntanyes i les valls, però encara no se m'atorgat».

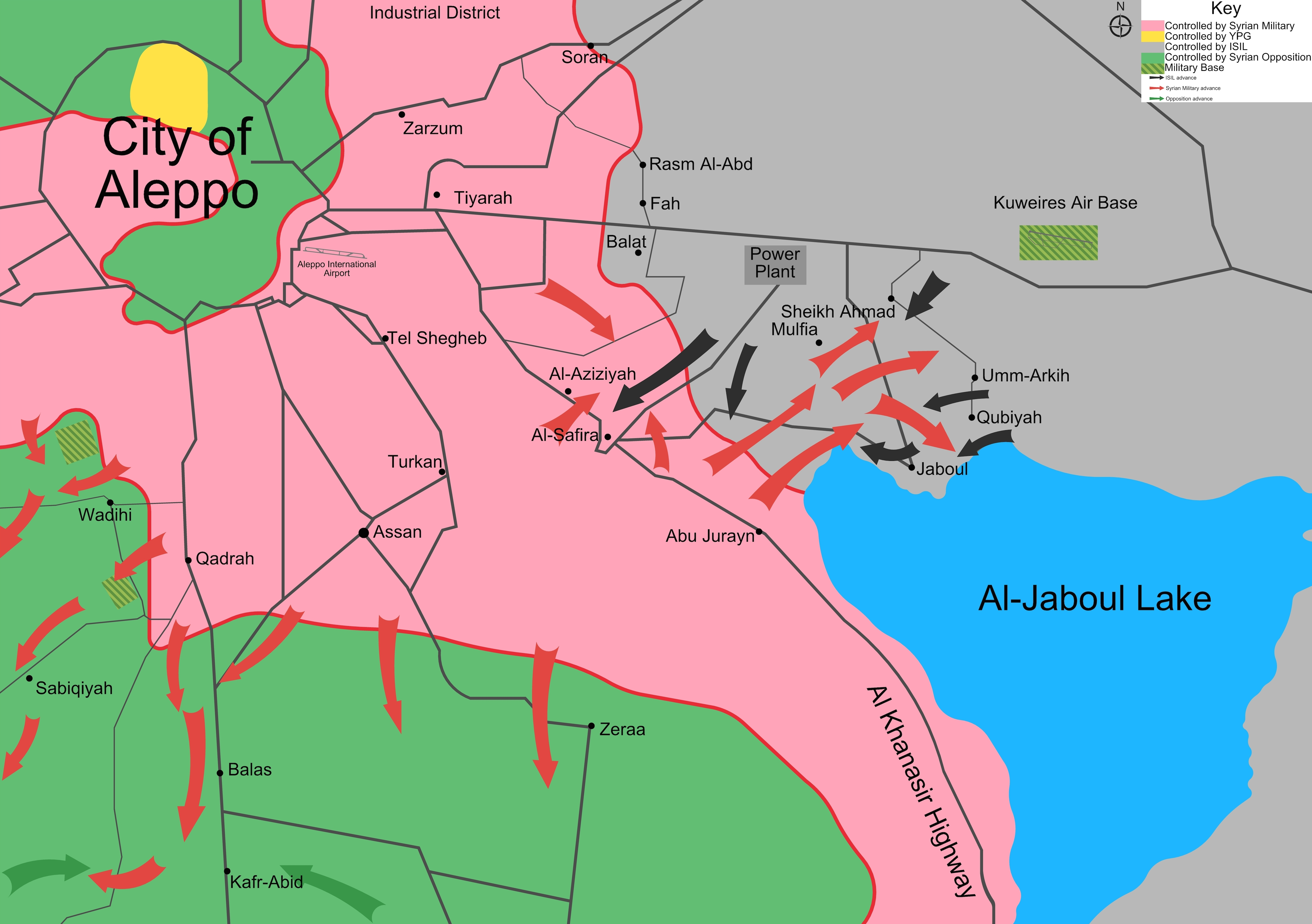
Mapa de l'ofensiva al sud d'Alep cap a l'oest, i ofensiva cap a l'aeroport de Kuweires a l'est, 2015
Mapa de les ofensives a Alep durant la Guerra Civil siriana, 2015[Nota 1][45][46][47][48][49][50]
Mapa que mostra el transcurs de l'ofensiva cap al nord d'Alep, 2016

A principis de febrer de 2016, avalats per atacs aeris de la força aèria russa i de Síria, la 4a Divisió Mecanitzada (en estreta coordinació amb Hesbol·là, les Forces de Defensa Nacional, Kata'eb Hesbol·là i Harakat Al-Nujaba) van llançar una ofensiva a la zona nord de la governació d'Alep, que finalment va trencar el setge de tres anys de Nubl i Al-Zahraa i va tallar la principal ruta de subministrament dels rebels de Turquia. Segons una font de seguretat no siriana, propera a Damasc, els combatents iranians van tenir un paper crucial en el conflicte; «Qassem Soleimani és a la mateixa zona», va dir. Al desembre de 2016, van sortir noves fotografies de Soleimani a la Ciutadella d'Alep, tot i que es desconeix la data exacta de les fotografies.

#### Operacions entre 2016 i 2017
El 2016, unes fotografies publicades per una font de Forces de Mobilització Populars (FMP) mostraven el comandant de la Força Quds Iraniana Qassem Suleimani i altres comandants del FMP planejant la batalla de Faluja.
A finals de març del 2017, van veure Soleimani al nord de la governació d'Hama, i es creu que va ajudar al general Suheil al-Hassan «El Tigre» en repel·lir una ofensiva rebelde important.
El cap de l'CIA, Mike Pompeo, va dir que va enviar una carta a Soleimani i altres líders iranians, considerant-los responsables dels atacs als interessos dels Estats Units per part de les forces sota el seu control. Segons Mohammad Mohammadi Golpayegani, un ajudant del líder suprem de l'Iran, Soleimani va ignorar la carta quan se li va lliurar durant l'ofensiva d'Abu Kamal contra l'Estat Islàmic, dient que «no agafaré la vostra carta ni la llegiré, i no tinc res a dir a aquesta gent».

### Guerra contra l'Estat Islàmic a l'Iraq
El 2014, Qasem Soleimani es trobava a la ciutat iraquiana d'Amirli, per treballar amb les forces iraquianes per expulsar els militants de l'Estat Islàmic. Segons Los Angeles Times, que va informar que Amirli va ser la primera ciutat que va resistir amb èxit la invasió de l'Estat Islàmic, es va assolir gràcies a «una inusual col·laboració de soldats iraquians i kurds, milícies xiïtes amb iranians, i avions de guerra dels Estats Units». Els Estats Units d'Amèrica van actuar com a multiplicador de la força per a diversos grups armats amb suport iranià, alhora que estava present al camp de batalla.

Est de la Governació de Salah ad-Din (Iraq), Qasem Soleimani va participar en la ruptura del Setge d'Amirli per l'ISIL, 2014[63]
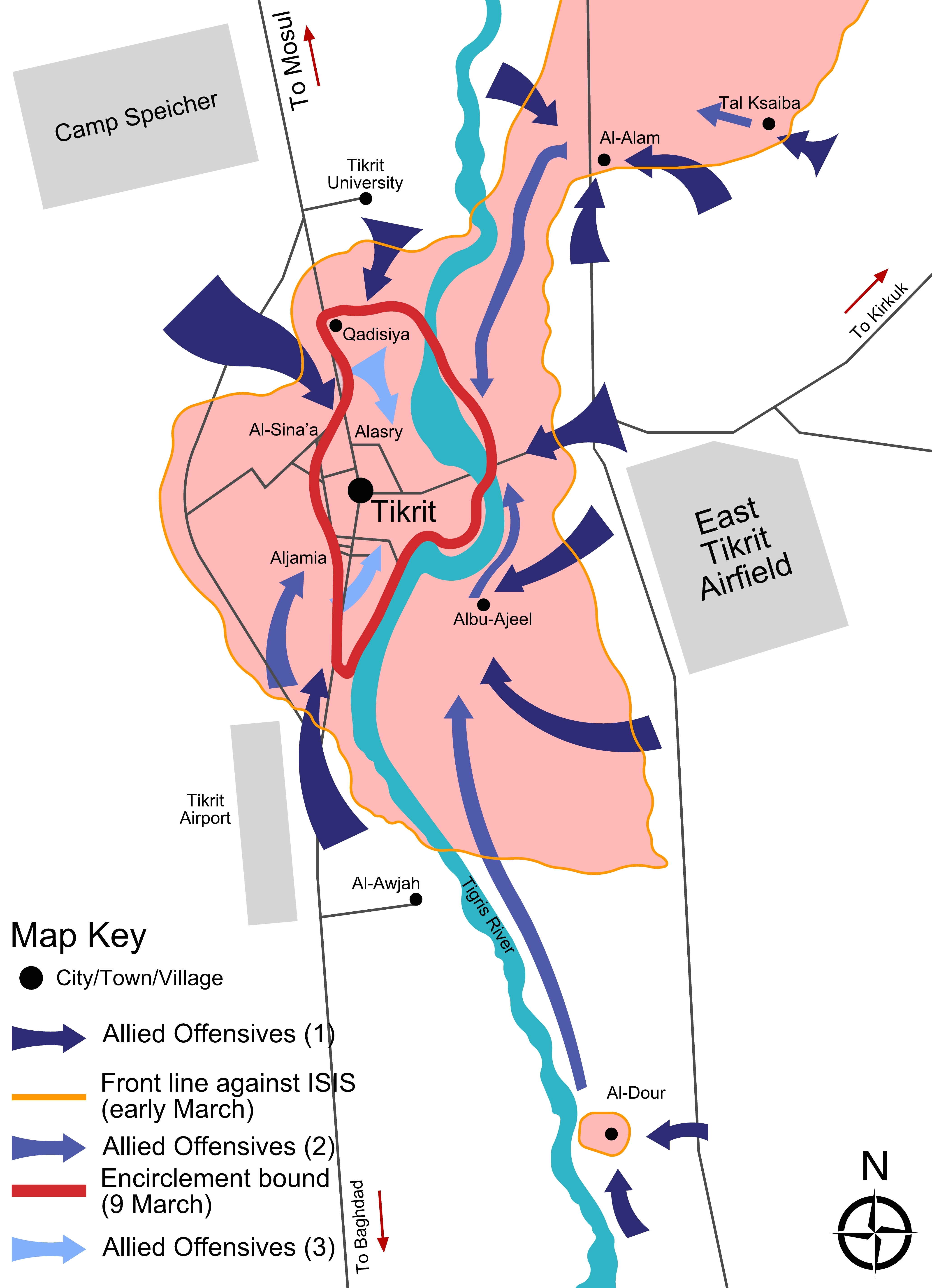
Soleimani també es va implicar en la planificació i execució de l'operació per alliberar Tikrit, 2015
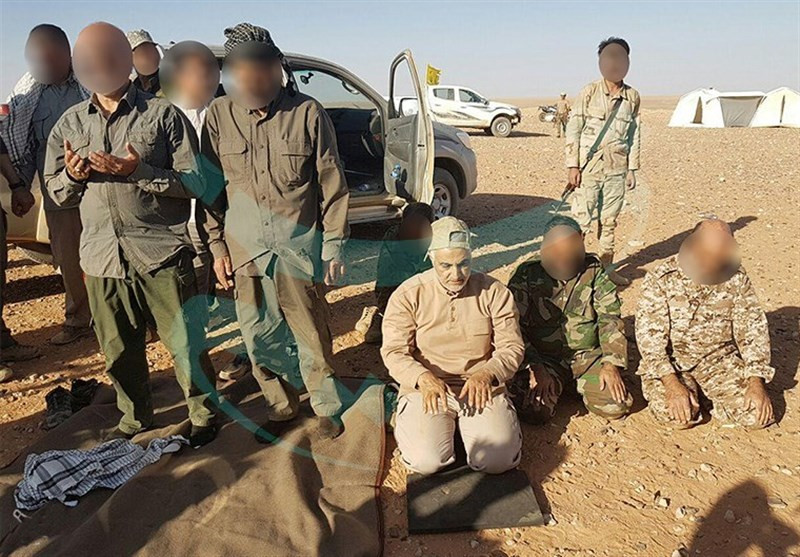
Qasem Soleimani resa al desert de Síria durant una ofensiva pro-governamental local el 2017

Un alt funcionari iraquià va dir a la BBC que quan va caure la ciutat de Mosul, la ràpida reacció de l'Iran, més que un bombardeig estatunidenc, va ser el que va impedir un col·lapse més generalitzat. Qasem Soleimani també sembla haver estat fonamental en la planificació de l'operació per a ajudar Amirli, en la governació de Salah ad-Din, on l'Estat Islàmic havia assetjat aquesta ciutat important. De fet, sembla que els operadors de la Força Quds, sota el comandament de Soleimani, estaven profundament involucrats amb l'exèrcit iraquià, les milícies xiïtes i els kurds a la batalla d'Amirli, no només proporcionant enllaços per al compartiment d'intel·ligència sinó també amb el subministrament d'armes i municions, a més de «proporcionar experiència».
S'ha informat que durant l'operació per alliberar Jurf Al-Sakhar era «present al camp de batalla». Alguns comandants de la milícia xiïta van qualificar Soleimani de «sense por»; Molts assenyalen que el general iranià no portava mai cap jaqueta flak, ni tan sols a la línia del front.
Hadi al-Amiri, l'exministre de transport iraquià i cap de l'Organització Badr, va destacar el paper fonamental del general Soleimani en la defensa de la regió de Kurdistan iraquià contra l'Estat Islàmic, mantenint que si no fos per Iran, el govern d'Haider al-Abadi seria un govern en l'exili. Va afegir que no hi hauria existit Iraq si el general Soleimani no hagués ajudat a l'Iraq.
Algunes fonts occidentals van informar que Soleimani va resultar ferit greument en accions contra l'Estat Islàmic a Samarra. La informació va ser rebutjada pel ministre adjunt d'Afers Exteriors iranians d'Afers Àrabs i Africans, Hossein Amir-Abdollahian.
Soleimani va tenir un paper principal en l'organització i la planificació de l'operació crucial per reprendre a l'Estat Islàmic la ciutat de Tikrit, Iraq; la ciutat de Tikrit es troba a la riba esquerra del riu Tigris i és la ciutat més gran i important entre Bagdad i Mossul, i té un alt valor estratègic. La ciutat va caure en poder de l'Estat Islàmic durant el 2014, quan l'Estat Islàmic va obtenir grans guanys al nord i al centre de l'Iraq. Després de la seva captura, la massacre de l'Estat Islàmic a Camp Speicher va provocar entre 1.600 i 1.700 morts de cadets i soldats de l'exèrcit iraquià. Després de mesos d'acurada preparació i intel·ligència, es va iniciar una ofensiva per encerclar i capturar Tikrit a principis de març del 2015. Soleimani dirigia les operacions al flanc oriental, des d'un poble situat a uns 60 km de Tikrit, anomenat Albu Rayash, capturat durant el cap de setmana. L'ofensiva va ser l'operació militar més gran a la regió de Salahuddin des de l'estiu anterior, quan els combatents de l'Estat Islàmic van matar centenars de soldats de l'exèrcit iraquià que havien abandonat la seva base militar de Camp Speicher, a les rodalies de Tikrit.

## En la política
El 1999, Soleimani, juntament amb altres alts comandants de l'Exèrcit dels guàrdies de la revolució islàmica, van signar una carta al llavors president Muhammad Khatami sobre les protestes dels estudiants al juliol. Van escriure «Estimat senyor Khatami, quant de temps hem de vessar llàgrimes, tristesa pels esdeveniments, practicar la democràcia per caos i insults i tenir paciència revolucionària a costa de sabotejar el sistema? Estimat president, si no preneu una decisió revolucionària i actueu segons les vostres missions islàmiques i nacionals, demà serà tan tard i irrecuperable que ni tan sols es pot imaginar».
Els mitjans de comunicació iranians van informar el 2012 que podria ser substituït com a comandant de la Força Quds per tal de poder-se presentar a candidat a les eleccions presidencials de 2013. Segons ell, es va negar a ser candidat a les eleccions.
Segons BBC News, el 2015 es va iniciar una campanya entre bloggers conservadors perquè Soleimani es presentés a les eleccions presidencials de 2017.
El 2016, es va especular com a possible candidat, però en un comunicat publicat el 15 de setembre de 2016 va anomenar les especulacions sobre la seva candidatura com a «informació divisòria dels enemics» i va dir que «sempre seguirà sent un simple soldat al servei de l'Iran i de la Revolució islàmica».

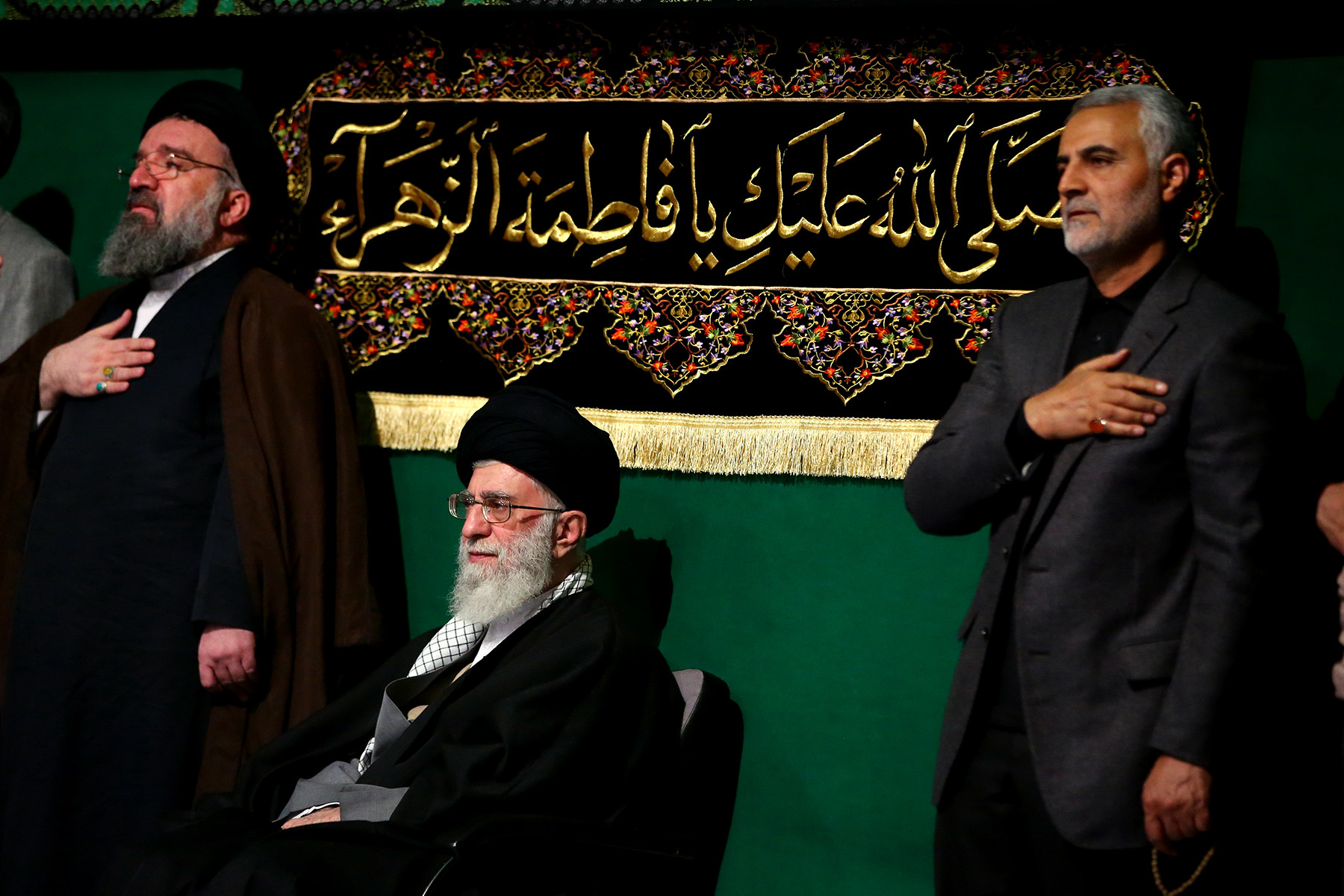
Soleimani amb l'aiatol·là Ali Khamenei, 2015
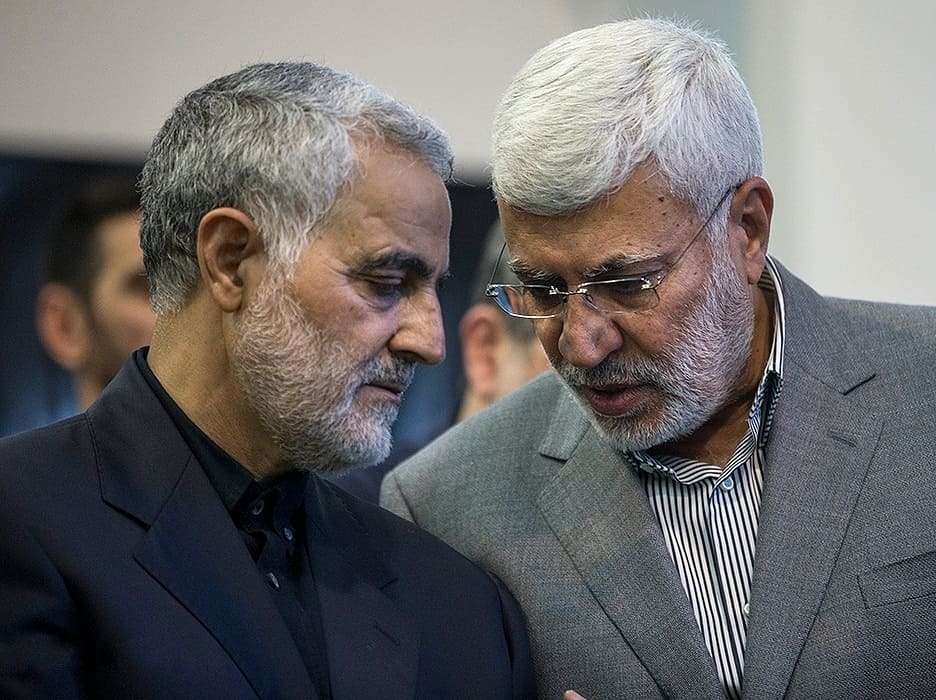
Qasem Soleimani (esquerra) amb Abu Mahdi al-Muhandis (dreta) en una cerimònia del 2017 que commemora el pare de Soleimani, a Teheran.
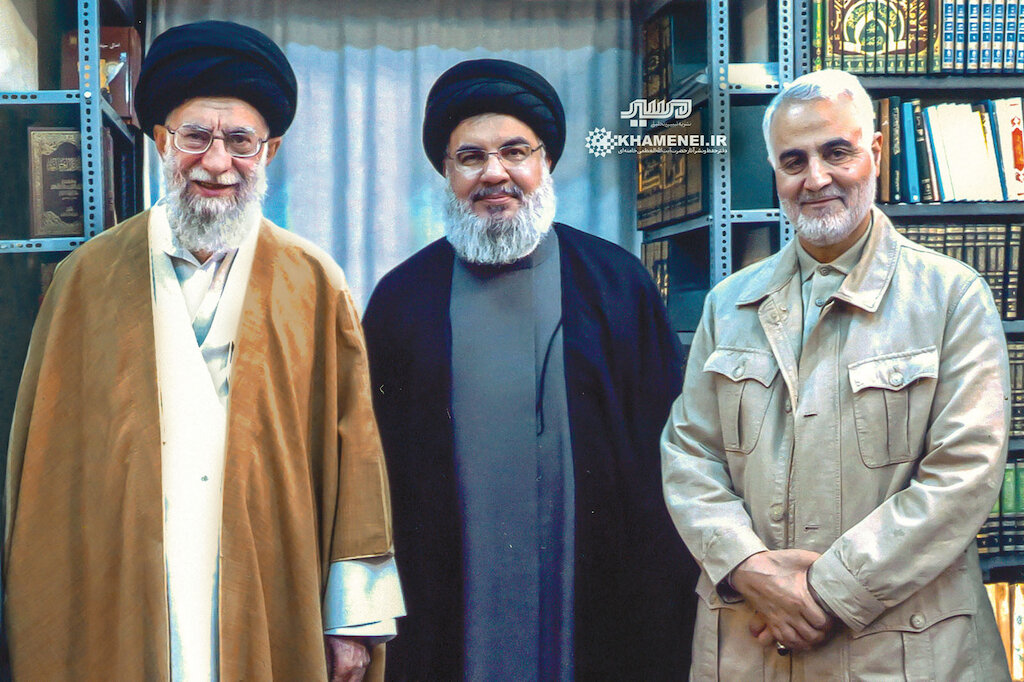
El líder suprem aiatol·là Ali Khamenei (esquerra), el secretari general de l'Hesbol·là Hassan Nasrallah (centre) i Qassem Soleimani (dreta), 2019

L'estiu del 2018, Soleimani i Teheran van intercanviar observacions públiques relacionades amb l'enviament de vaixells de guerra a la mar Roja amb el president estatunidenc Donald Trump, que va augmentar les tensions entre els dos països i els seus aliats de la regió.

## Vida personal
Soleimani era d'origen persa, en concret del poble iranià de Qanat-e Malek, província de Kerman. El seu pare era un granger que va morir el 2017. La seva mare, Fatemeh, va morir el 2013. Procedia d'una família de nou membres i tenia cinc germanes i un germà, Sohrab, que va viure i treballar amb Soleimani en la seva joventut. Sohrab Soleimani fou president i antic director general de l'Organització de Presons de Teheran. Els Estats Units van imposar sancions a Sohrab Soleimani l'abril de 2017 «pel seu paper en els abusos a les presons iranianes».
Soleimani tenia reconegut un rang (dan) en karate i fou entrenador de fitness a la seva joventut. Va tenir quatre fills: dos fills i dues filles.
Es va descriure que tenia «una presència tranquil·la», i amb ell mateix es comportava «de forma inconscient i rares vegades alça la seva veu», mostrant «un carisma subestimat». En fonts occidentals, la personalitat de Suleimani es va comparar amb els personatges de ficció Karla, Keyser Söze i La Pimpinela Escarlata. A diferència d'altres comandants de la Guàrdia Revolucionària Iraniana, no apareixia habitualment amb la seva indumentària militar oficial, ni tan sols al camp de batalla.
El gener de 2015, Hadi Al-Ameri, el cap de l'Organització Badr de l'Iraq, va dir d'ell: «Si Qasem Soleimani no estigués present a l'Iraq, Haider al-Abadi no seria capaç de formar el seu gabinet dins de l'Iraq».

## Sancions
El març del 2007, Soleimani va ser inclòs en una llista d'individus iranians amb sancions per la Resolució 1747 del Consell de Seguretat de les Nacions Unides. El 18 de maig de 2011 va ser sancionat (junt amb el president sirià Baixar al-Àssad i altres alts funcionaris sirians) pels Estats Units d'Amèrica a causa de la seva suposada implicació en proporcionar suport material al govern sirià.
El 24 de juny de 2011, el Diari Oficial de la Unió Europea va publicar que els tres membres de la Guàrdia Revolucionària Iraniana estaven sotmesos a sancions per «proveir equips i suport per ajudar el govern sirià a reprimir les protestes a Síria». Els iranians afegits a la llista de sancions de la UE eren dos comandants de la Guàrdia Revolucionària (Soleimani i Mohammad Ali Jafari) i el subcomandant de la Guàrdia d'intel·ligència, Hossein Taeb. Soleimani també va ser sancionat pel govern suís el setembre de 2011 per les mateixes raons citades per la Unió Europea.
Els Estats Units d'Amèrica va ser classificat com a terrorista reconegut, i va prohibir als ciutadans dels Estats Units fer negocis amb ell. La llista, publicada al Diari Oficial de la UE el 24 de juny de 2011, també inclou una empresa immobiliària siriana, un fons d'inversió i dues altres empreses acusades de finançar el govern sirià. La llista també inclou Mohammad Ali Jafari i Hossein Taeb.
El 13 de novembre de 2018, els Estats Units van sancionar un cap militar iraquià anomenat Shibl Muhsin 'Ubayd Al-Zaydi i d'altres que presumptament actuaven en nom de Qasem Soleimani per finançar accions militars a Síria i proporcionaruna altra forma de suport al terrorisme a la regió.

## Mort
Soleimani va ser assassinat el 3 de gener de 2020 al voltant de l'1.00 h (hora local) (22:00 UTC del 2 de gener) després que míssils disparats per vehicles aeris no tripulats estatunidencs impactessin contra el seu comboi prop de l'aeroport internacional de Bagdad. Acabava d'abandonar el seu avió, que arribava a l'Iraq des del Líban o Síria. El seu cos va ser identificat mitjançant un anell que duia al dit. També van morir quatre membres de les Forces de Mobilització Popular, entre ells Abu Mahdi al-Muhandis, el comandant militar iraquià-iranià que comandava les Forces de Mobilització Popular.
A l'atac aeri va ser precedit de l'atac a la base aèria K-1 (27 de desembre de 2019) i pels atacs a l'ambaixada estatunidenca a Bagdad (31 de desembre de 2019) per part dels partidaris d'una milícia xiïta iraquiana que rep suport de l'Iran). Segons va informar The New York Times, «Trump va intentar mantenir el focus en la influència iraniana a Bagdad».
El Departament de Defensa dels Estats Units va emetre un comunicat segons el qual va dir que l'atac dels Estats Units es va dur a terme «amb la direcció del President» i va afirmar que Soleimani havia planejat nous atacs contra diplomàtics i militars estatunidencs i que havia aprovat els atacs a l'ambaixada estatunidenca a Bagdad en resposta als atacs aèris dels Estats Units a Iraq i Síria el 29 de desembre de 2019, i que «l'atac estava destinat a dissuadir futurs atacs».
- El president Donald J. Trump fent declaracions durant una conferència de premsa el divendres 3 de gener de 2020, després de l'atac que va causar la mort de Qassim Soleimani

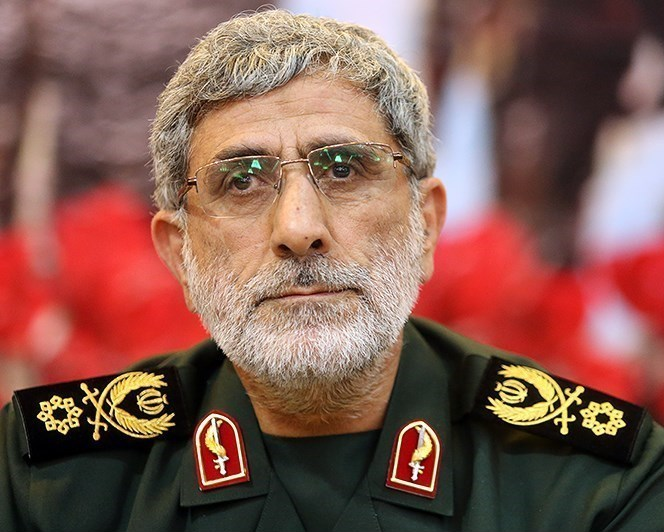
Esmail Ghaani (اسماعیل قاآنی), el successor de Soleimani com a comandant de la Força Quds

Segons Agnès Callamard, relatora especial de les Nacions Unides sobre matances extrajudicials, «L'assassinat selectiu de Qasem Soleimani i Abu Mahdi al-Muhandis molt probablement viola el dret internacional [inclosa la llei de drets humans]». Va dir que els Estats Units «necessiten demostrar que les persones que han marcat com a objectiu [constituïen] una amenaça imminent per als altres». A més, Callamard va qualificar d'il·legal l'assassinat dels acompanyants de Suleimani. Sergei Lavrov (ministre d'Afers Exteriors rus), Medea Benjamin (fundador del grup CodePink d'advocat contra la guerra) i Hillary Mann Leverett (consultora de risc polític i exdirectora d'afers iranians al Consell de Seguretat Nacional de la Casa Blanca) van designar l'assassinat de Soleimani es va fer «de manera il·legal». L'historiador Ervand Abrahamian va descriure l'assassinat de Soleimani per part dels Estats Units d'Amèrica com a «terrorisme».
Esmail Ghaani el va succeir com a comandant de la Força Quds.

## Funeral
El 4 de gener, es va celebrar a Bagdad la processó funerària per Suleimani, amb milers d'assistents dolguts, onejant banderes iraquianes i de les milícies, i cridant «mort a Amèrica, mort a Israel». La processó va començar a la mesquita d'Al-Kadhimiya, a Bagdad. El primer ministre iraquí, Adel Abdul-Mahdi, i líders de milícies patrocinades per l'Iran van assistir a la processó funerària. El cos de Soleimani va ser portat a les ciutats santes del xiïsme de Karbala i Najaf.
- Processsó del funeral de Qasem Soleimani, Teheran

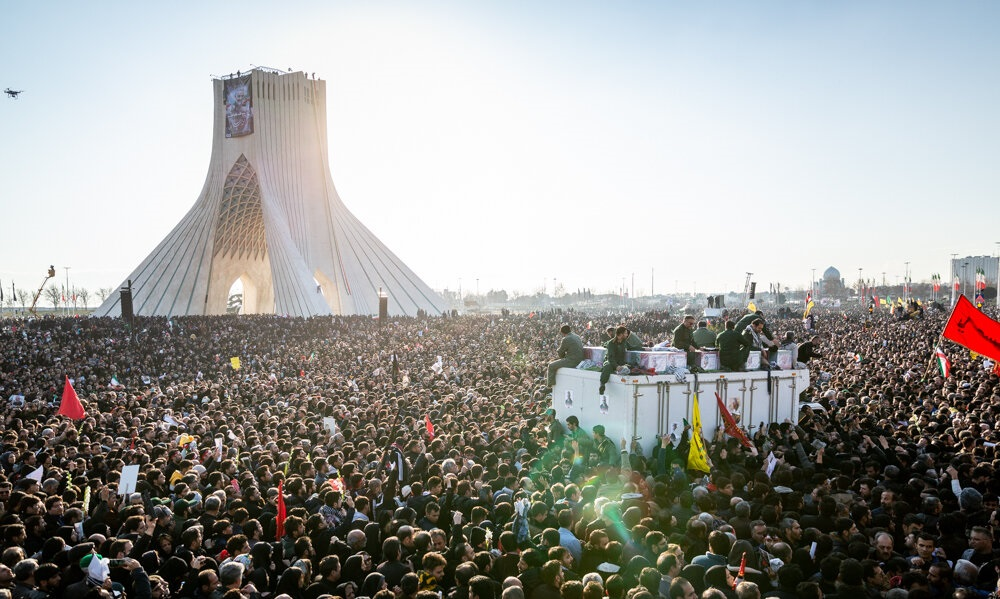
Servei funerari a la plaça Azadi, Teheran
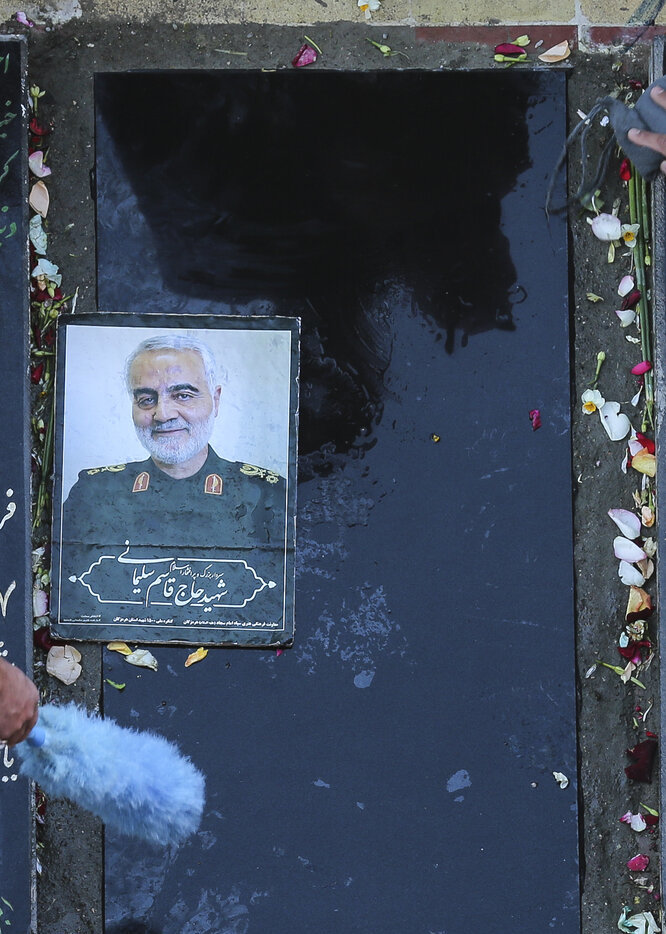
Tomba de Qasem Soleimani, Kerman

El 5 de gener, desenes de milers de persones amb roba negra en senyal de dol als carrers de Mashad i Ahwaz van assistir a la processó funerària de Soleimani amb banderes de color verd, blanc i vermell, que representen la sang dels «màrtirs» i es copejaven el pit. Durant la principal cerimònia funerària aTeheran, el líder suprem de l'Iran Aiatol·là Khamenei va dirigir unes oracions per al general. Muqtada al-Sadr va fer una visita als familiars de Soleimani per expressar el seu condol.
El 6 de gener, el cos de Soleimani i les altres víctimes van arribar a la capital iraniana, Teheran. Enormes multituds, segons suposadament, centenars de milers o milions, van omplir els carrers. El líder suprem iranià Ali Khamenei, que va mantenir una estreta relació amb Soleimani, va dirigir la tradicional pregària islàmica pels morts, plorant en un moment davant dels taüts coberts amb bandera. Ali Khamenei va plorar obertament prop del taüt, mentre que el successor del general va jurar venjança. Esmail Ghaani, que va ser nomenat comandant de la Força Quds hores després de l'assassinat de Soleimani, va dir: «Déu Totpoderós s'ha compromès a venjar-se i Déu és el principal venjador». El ministre d'Afers Exteriors iranià, Mohammad Javad Zarif, va preguntar si Trump havia vist mai «un mar d'humanitat». Soleimani és considerat un heroi i màrtir a l'Iran. S'ha dit que la seva processó funerària ha sigut la segona més gran des de la de Ruhol·lah Khomeini.
El 7 de gener de 2020, va tenir lloc una estampida a la processó sepulcral de Soleimani a Kerman a la qual van assistir centenars de milers de persones, on van morir 56 i van resultar ferides 212.

## Represàlies dels iranians
El 8 de gener de 2020, en el curs de l'operació militar anomenada «Operació Màrtir Soleimani» (en persa: عملیات شهید سلیمانی), l'Exèrcit dels guàrdies de la revolució islàmica va llançar 22 míssils balístics contra la base aèria d'Al-Asad, situada la governació d'Al Anbar (Iraq), així com una altra base aèria a Arbela (Kurdistan iraquià), en resposta a l'assassinat de Qasem Soleimani per part de les forces dels Estats Units. L'Iran va informar al govern iraquià abans de l'atac. No s'ha informat de víctimes iraquianes o americanes.

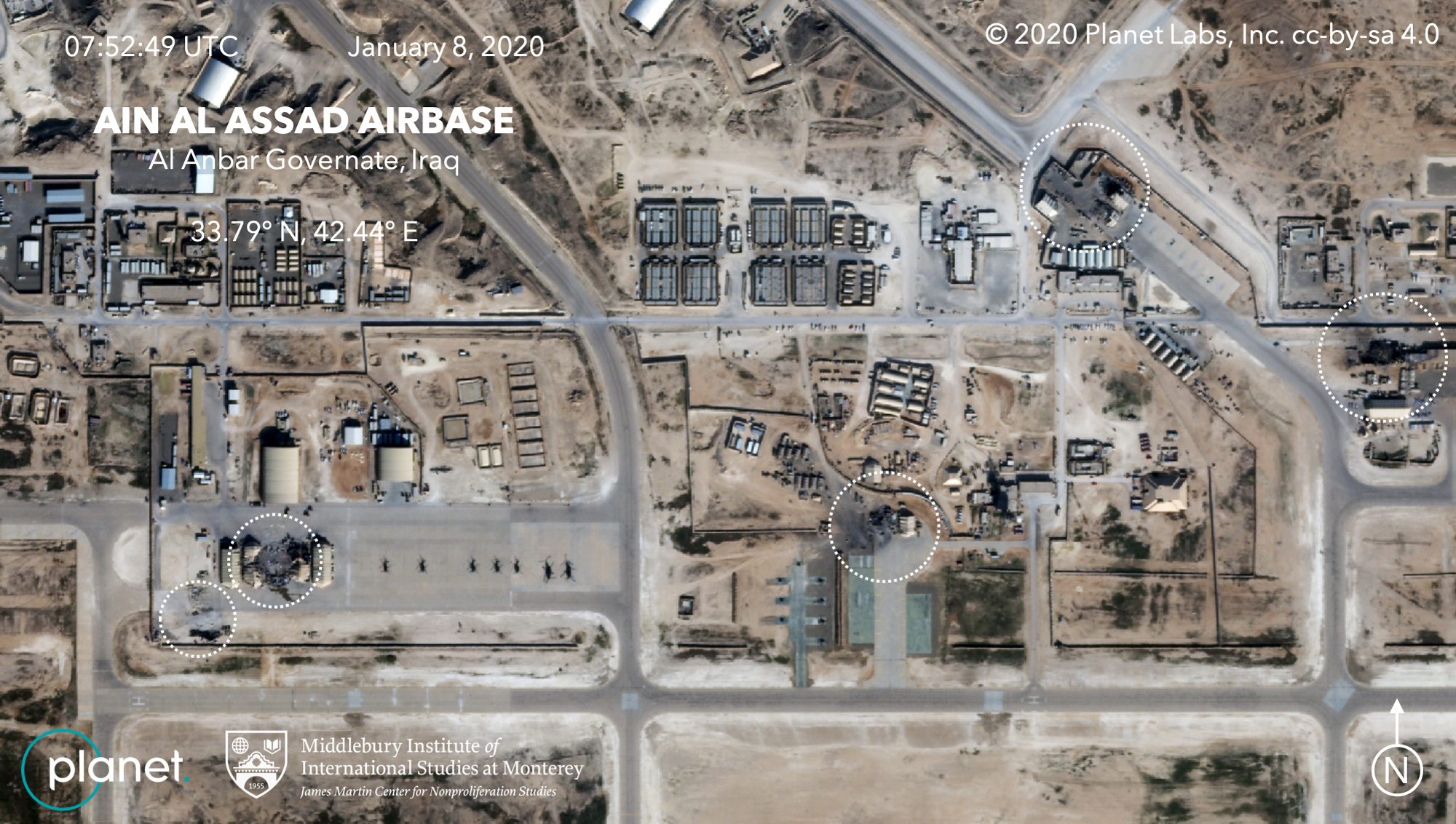
Danys (encerclats) a almenys cinc estructures de la base aèria d'Al-Asad després d'una sèrie d'atacs amb míssils balístics de l'Iran
- El president Donald J. Trump fent declaracions el dimecres 8 d'agost de 2020, després de l'atac iraní a la base aèria d'Al-Asad

El 4 de gener també es va produir un atac de represàlia anterior, quan coets i morters van impactar contra la base aèria de Balad i la Zona Verda. El vespre del 8 de gener de 2020, Reuters va informar que es van llançar tres coets Katiuixa que van impactar a la Zona Verda de Bagdad.

## Representacions culturals
El 2015, la revista britànica The Week va aparèixer un dibuix de Soleimani al llit amb l'oncle Sam, que feia al·lusió a ambdues parts que lluitaven per l'Estat Islàmic, tot i que Soleimani va liderar grups militants que van matar centenars d'estatunidencs durant la guerra de l'Iraq.
La pel·lícula Bodyguard del 2016, dirigida per Ebrahim Hatamikia, es va inspirar en les activitats de Soleimani.
El llibre persa Noble Comrades 17: Hajj Qassem (2016), escrit per Ali Akbari Mozdabadi, conté memòries de Qassem Soleimani.